# Риф (ППА)
Пілотований підводний апарат (ППА) другого покоління «Риф» — дослідний зразок з серії двох апаратів типу "Риф", призначених для підводних досліджень і технічних робіт.    
| "Риф"                                   | "Риф"                                                                                            | "Риф"                                                                                            |
| --------------------------------------- | ------------------------------------------------------------------------------------------------ | ------------------------------------------------------------------------------------------------ |
|                                         |                                                                                                  |                                                                                                  |
|                                         |                                                                                                  |                                                                                                  |
|                                         |                                                                                                  |                                                                                                  |
| Верф                                    | ОКБ СТС, м.Москва                                                                                | ОКБ СТС, м.Москва                                                                                |
| Переданий                               | 1985                                                                                             | 1985                                                                                             |
| Проєкт                                  |                                                                                                  |                                                                                                  |
| Класифікація ПЧ                         | Пілотований підводний апарат                                                                     | Пілотований підводний апарат                                                                     |
| Розробник проєкту                       | ОКБ СТС, м.Москва                                                                                | ОКБ СТС, м.Москва                                                                                |
| Основні характеристики                  |                                                                                                  |                                                                                                  |
| Швидкість (підводна)                    | Максимальна — 2,5 вуз., крейсерська — 1,3 вуз.                                                   | Максимальна — 2,5 вуз., крейсерська — 1,3 вуз.                                                   |
| Робоча глибина занурення                | 85 м.                                                                                            | 85 м.                                                                                            |
| Гранична глибина занурення              | 100 м.                                                                                           | 100 м.                                                                                           |
| Автономність плавання                   | Робоча — 4 год., аварійна — 72 год.                                                              | Робоча — 4 год., аварійна — 72 год.                                                              |
| Екіпаж                                  | 2 особи                                                                                          | 2 особи                                                                                          |
| Розміри                                 |                                                                                                  |                                                                                                  |
| Довжина найбільша (по КВЛ)              | 4,2 м.                                                                                           | 4,2 м.                                                                                           |
| Ширина корпусу найб.                    | 1,8 м.                                                                                           | 1,8 м.                                                                                           |
| Висота                                  | 2,0 м.                                                                                           | 2,0 м.                                                                                           |
| Водотоннажність підводна                | 2,6 т.                                                                                           | 2,6 т.                                                                                           |
| Силова установка                        |                                                                                                  |                                                                                                  |
| Свинцево—кислотні акумуляторні батареї. |                                                                                                  |                                                                                                  |
| Рухова установка                        | Електрогідравлічна                                                                               | Електрогідравлічна                                                                               |
| Гвинти                                  | 1 маршовий ГФК в поворотній насадці; 1 ГФК вертикального переміщення, 2 ГФК лагового переміщення | 1 маршовий ГФК в поворотній насадці; 1 ГФК вертикального переміщення, 2 ГФК лагового переміщення |
| Озброєння                               |                                                                                                  |                                                                                                  |

## Історія
ППА «Риф» призначався для виконання наступних завдань:
- вивчення розподілу та міграції промислових риб, ракоподібних і молюсків;

- вивчення поведінки риб і безхребетних в природних умовах;

- визначення запасів промислових гідробіонтів;

- спостереження за роботою нерухомих знарядь лову (пастки тощо);

- візуальні спостереження для розшифрування показань рибопошукових приладів, встановлених на суднах—носіях ППА;
- спостереження за скупченнями планктону та бентосу;
- вивчення звукорозсіювальних шарів (ЗРШ);

- проведення комплексу гідрологічних досліджень;
- вивчення ландшафтних характеристик морського дна;
- пошук і визначення запасів мінеральних ресурсів морів;
- пошук і огляд затонулих об'єктів;
- візуальний огляд і оцінка технічного стану нафтогазопроводів, морських стаціонарних платформ (МСП), самопідіймальних бурових установок (СПБУ);
- геоекологічні та археологічні дослідження;
- фото- та відеозйомка об'єктів дослідження.[1]

Проєкт пілотованого підводного апарата другого покоління «Риф» було розроблено в ОКБ СТС (рос. Опытное конструкторское бюро специальных технических средств), заснованому 1970 року в Москві.
Виготовлення дослідного зразка, що отримав назву «Риф», також здійснювалося на цьому ж підприємстві. У 1985 році ППА «Риф» було збудовано і передано на баланс Севастопольського експериментально-конструкторського бюро з підводних досліджень (СЕКБП).
Власниками ППА «Риф» після реорганізацій ставали правонаступники СЕКБП:
- з 1 січня 1987 року — Севастопольська база спеціального експериментального флоту і підводних апаратів (база «Гідронавт»);
- з 1 липня 1991 року — Науково-виробниче об’єднання (НВО) «Мариекопром» Міністерства рибного господарства СРСР;
- з 14 жовтня 1991 року — НВО "Мариекопром" Інституту нових фізичних і прикладних проблем Академії наук України;
- з 18 січня 1995 року — НВО "Мариекопром"  Морського гідрофізичного інституту Національної академії наук України;
- з 10 серпня 1998 року — Державне науково-виробниче підприємство «Морські технології» Морського гідрофізичного інституту НАН України.

Історична довідка

Масо-габаритні характеристики ППА «Риф» дозволяли йому бути мобільним: апарат можна було транспортувати до місця проведення робіт автомобільним, залізничним або авіаційним транспортом.
У 1985—1988 роках ППА «Риф» працював за договором з компанією «Чорноморнафтогаз» — для огляду підводних магістральних газопроводів (ГП), гідротехнічних споруд (ГТС), морських стаціонарних платформ (МСП) і самопідйомних бурових установок (СПБУ). Як судно-носій використовувалося аварійно—рятувальне судно «Сатурн» водотоннажністю 1600 т, обладнане стрілою вантажопідйомністю 5 т, пристроєм для заряду акумуляторних батарей, компресором стисненого повітря (200 атм) і водолазним комплексом. У 1988—2000 роках такі роботи проводилися на періодичній основі.
У лютому 1987 року літаком «Ан-12» ППА доставили до Баку. У Каспійському морі було оглянуто нафтопроводи й виявлено аварійні ділянки. Також у Каспійському морі апарат був задіяний у роботах за програмою Каспійського науково-дослідного інституту риболовлі й океанографії (КаспНІРО). Загалом у Каспійському морі було здійснено 81 занурення загальною тривалістю 265 годин.
У 1987 році ППА «Риф» працював в експедиції в Азовському морі за програмою вивчення штучних рифів та їхнього впливу на розподіл і поведінку промислових риб.
У 1985—1990 роках за допомогою підводного візуального обстеження здійснювався моніторинг технічного стану глибоководних випусків стічних вод. Роботи велися в районах Севастополя, Ялти, Анапи, Новоросійська, Геленджика, Туапсе, Поті, а також у кримських бухтах Ласпі й Блакитній. Практично на всіх трубопроводах було виявлено будівельні та експлуатаційні дефекти.
У 1989—1990 роках ППА працював у Каспійському морі, де на глибині 65 м виявив пошкодження магістрального трубопроводу.
На початку 1990-х років апарат виконував пошук експериментальних торпед у Чорному морі, які з певних причин не спливли на поверхню. На глибині 85 м апарат виявив два вироби.
У 1992 році в рамках Міжнародного екологічного патруля (МЕП) апарат здійснив 35 занурень у Балтійському морі.
В серпні—вересні 1997 року за завданням прокуратури апарат брав участь у пошуку зниклого сейнера «САОР—3» в Чорному морі.
У 2001 році в районі порту Новоросійськ проводилися роботи з огляду підводної частини нафтового терміналу на глибинах 5—76 м. Загальна довжина оглянутих трубопроводів становила 12 км.
У 1985—2002 роках епізодично проводилися науково-дослідні роботи в Чорному морі на мідійних банках і штучних рифах.
У 2002 році Державне науково-виробниче підприємство «Морські технології» Морського гідрофізичного інституту НАН України.штучно оголосили банкрутом і ліквідували. ППА «Риф» передали на баланс Науково-дослідного центру Збройних Сил України «Державний океанаріум».
У 2013 році екіпаж ППА "Риф" в північно-західній частині Чорного моря виявив останки підводного човна Щ-216, який загинув під час ІІ світової війни.
За період із 1985 по 2013 роки на шельфах Чорного, Балтійського, Каспійського та Азовського морів було виконано 960 занурень. Із них 800 занурень (1985—2002) — за програмами бази «Гідронавт»; 160 занурень (2003—2013) — за завданнями Державного океанаріуму.
Після російської окупації Криму у 2014 році ППА «Риф» незаконно використовувався компанією «Газпром» для обстеження підводних комунікацій і трубопроводів та картування дна Чорного моря, а після 2017 року апарат викрали з території України і вивезли до країни-окупанта.

## Конструкція

### Корпус
Міцний корпус пілотованого підводного апарата має циліндричну форму зі сферичними носовою та кормовою частинами. Його діаметр становить 1,2 м, загальна довжина — 2,0 м. Циліндрична частина укріплена шпангоутами зовнішньої конструкції. Корпус було випробувано тиском, еквівалентним глибині занурення 160 м. У верхній частині розташований вхідний люк діаметром 500 мм .
Екіпаж розміщується всередині в лежачому положенні — на спеціальних лежаках. Легкий корпус апарата виготовлений зі склопластику. Згодом, для туристичних занурень, у міцному корпусі було встановлено 3 крісла — для пілота та двох пасажирів.

### Системи і обладнання ППА

#### Навігаційне обладнання і зв'язок
Для керування апаратом встановлена система автоматичного утримання курсу (автостерновий), яка працює від двох компасів.
Для радіозв’язку з судном-носієм на апараті встановлено ультракороткохвильову (УКХ) радіостанцію з дальністю дії до 7 миль.
Для пеленгації апарата в надводному положенні використовується радіобуй.
Гідроакустичне обладнання апарата включає:
- станцію звукопідводного зв’язку;[1]
- гідроакустичний маяк;[1]
- ехолот вимірювання глибини;[1]
- ехолот — гідролокатор; [1]
- маяк наведення водолаза.[1]

Гідроакустичний маяк налаштований на частоту 19,5 Гц, що відповідає частоті гідролокатора судна-носія. Маяк періодично випромінює акустичні імпульси з короткими паузами.
Ехолот використовується для визначення відстані до дна та до поверхні моря. Гідролокатор призначений для виявлення об'єктів у горизонтальній площині.
Під час перебування апарата під водою підтримується звукопідводний зв’язок. Сеанси зв’язку здійснюються з періодичністю не рідше одного разу на годину.
На верхній частині легкого корпусу встановлено якірний вогонь. Під час перебування на поверхні моря екіпаж має змогу вмикати проблисковий сигнальний вогонь.

#### Система занурення—спливання
Система занурення—спливання складається з двох цистерн головного баласту (ЦГБ) та однієї вирівнювальної цистерни.
ЦГБ розміщені по бортах і мають шпигатний тип конструкції. Клапани вентиляції встановлені всередині апарата.
Під час занурення цистерни заповнюються забортною водою самопливом через шпигати після відкриття вентиляційних клапанів — повітря при цьому витісняється в атмосферу.
Під час спливання баластні цистерни продуваються стисненим повітрям високого тиску з балонів, розміщених за межами міцного корпусу.
Вирівнювальна цистерна, розташована під легким корпусом, призначена для досягнення нульової плавучості апарата. Заповнення або відкачування води з неї здійснюється за допомогою водяного насоса з гідравлічним приводом.
Для створення або вирівнювання диференту використовується переміщення контейнерів з АБ за допомогою гідравлічного поршня.

#### Рушійно—стерновий комплекс
Для горизонтального переміщення використовується гвинт фіксованого кроку (ГФК) з гідравлічним приводом. Частота обертання гвинта регулюється плавно за допомогою приводного гідродвигуна. Гвинт може обертатися як у прямому, так і в зворотному напрямку. Він встановлений у поворотній насадці, яка керується гідроприводом. Управління маршовим двигуном і поворотною насадкою здійснюється капітаном апарата з пульта дистанційного керування.
Для лагового переміщення передбачено два ГФК з приводом від гідродвигунів. Вони розміщені у носовій і кормовій частинах апарата. При обертанні гвинтів в один бік забезпечується лагове переміщення, а при обертанні у протилежні боки — поворот апарата навколо вертикальної осі.
Для вертикального переміщення встановлений окремий ГФК з гідравлічним приводом, розміщений у носовій фермі апарата в діаметральній площині. Він призначений для забезпечення контролю занурення і спливання.

#### Система стисненого повітря
Джерелом стисненого повітря високого тиску (до 200 атм) є чотири балони, розміщені зовні міцного корпусу. 
Управління системою здійснюється за допомогою клапанів, установлених усередині апарата.
Наповнення балонів стисненим повітрям може виконуватись як штатним компресором судна-носія, так і пересувним компресором, що входить до складу допоміжного обладнання апарата.

#### Система гідравліки
Усе обладнання цієї системи розміщене зовні міцного корпусу.  До його складу входять: насос гідравліки, пневмогідроакумулятор, гідроблок, трубопровідні системи, гідродвигуни маршового гвинта, гвинта вертикального переміщення, гвинтів лагового переміщення, а також водяний насос і виконавчі механізми маніпулятора та поворотної насадки маршового гвинта.
Передбачена можливість додаткового встановлення забортного гідравлічного обладнання, розрахованого на робочий тиск від 50 до 200 атм.

#### Система вентиляції, контролю повітря та його регенерації
З моменту закриття люка підводного апарата екіпаж перебуває в міцному корпусі, де атмосферне повітря має відповідати складу звичайного повітря, придатного для дихання. У нормальних умовах на рівні моря вміст кисню в повітрі становить близько 21 %.. У разі зниження його концентрації до 19 % екіпаж активує систему регенерації повітря — спеціальну установку, що містить пластини, які поглинають оксид вуглецю та вуглекислий газ, одночасно виділяючи кисень. Кількість пластин забезпечує підтримання життєдіяльності двох гідронавтів протягом усього періоду аварійної автономності.
Контроль складу атмосферного повітря у міцному корпусі здійснюється за допомогою індикаторних трубок — вимірювальних приладів, наповнення яких змінює колір у присутності певних газів.

#### Науково—дослідне обладнання.
- Ілюмінатори для забортного спостереження (360о горизонтального огляду, 200о вертикального огляду): діаметром 400 мм — 2 одиниці., діаметром 100 мм — 8 одиниць;[6][2]
- Забортні світильники — 4 одиниці потужністю 200 Вт кожний;[6]
- Комплекс фотографування — фотоавтомат «Торос»;[1]
- Маніпулятор — 6 ступенів свободи, вантажопідйомність 10 кг;[2]
- Гідрологічний комплекс "Катран";[1]
- Гідравлічний пристрій для постановки трьох буїв—відмітників;[6][1]
- Батометр для відбирання зразків води;[6]
- Гідравлічні дискові ножиці;[6][7]
- Висувний лоток для зразків;[1]
- Можливість встановлення додаткового обладнання масою до 50 кг.[2]

#### Енергетична система.

##### Мережа 28 В силового обладнання
Основним джерелом живлення мережі є кислотні акумуляторні батареї (АБ), розміщені в контейнерах, які встановлені всередині циліндричних відсіків під міцним корпусом ППА.
Номінальна напруга кожного елемента становить 2 В, елементи об’єднані в групи по 14 одиниць, що забезпечує загальну напругу 28 В.
Для заряджання АБ демонтують кришки циліндричних відсіків, після чого контейнери з акумуляторами транспортують на спеціальне місце для заряджання, яке обладнане витяжною вентиляцією та закрите для вільного доступу. Заряджання проводиться зарядним пристроєм згідно з правилами безпеки. Ємність акумуляторної батареї — 540 А·год.
Все силове електрообладнання — контактори та силові реле — розміщене зовні міцного корпусу в електричному блоці з корпусом з алюмінієвого сплаву, що витримує забортний тиск.  Від цієї мережі живиться силове обладнання: насос гідравліки, забортне освітлення, водяний насос.

##### Мережа  28 В автоматики
Основним джерелом живлення даної мережі є кислотні АБ, розміщені в менших за розміром контейнерах порівняно з силовими.
В контейнерах АБ автоматики елементи також об’єднані в групи по 14 одиниць, що забезпечує загальну напругу 28 В.
Від мережі автоматики живляться такі системи: радіостанція, гідролокатор, звукопідводний зв’язок, внутрішнє освітлення ППА та системи автоматичного керування.

### Аварійне обладнання

#### Аварійне обладнання у випадку неможливості спливання ППА:
- Аварійний твердий баласт — складається з двох масивних чавунних баластин загальною масою 80 кг.  Вони встановлені в нижній частині ППА з обох бортів.  Скидання твердого баласту здійснюється у разі аварійної ситуації натисканням кнопки, яка активує пневматичний привід від окремого балону високого тиску. Після скидання баласту підводний апарат миттєво набуває позитивної плавучості і спливає на поверхню;[6]
- Аварійний буй — має позитивну плавучість і при звільненні екіпажем зсередини корпуса ППА виринає на поверхню, подаючи радіо- та світловий проблисковий сигнали.[6]

#### Протипожежне обладнання
У разі пожежі екіпаж використовує вогнегасники та ізолюючі дихальні апарати, розраховані на 4–5 годин роботи. Цього часу достатньо для організації гасіння пожежі та спливання апарата на поверхню.

#### Обладнання для випадку покидання ППА в надводному положенні
Рятувальні жилети згідно конвенції SOLAS розміщені біля кожного члена екіпажа.

## Екіпаж
Екіпаж ППА «Риф» під час занурення складається з двох осіб: капітана та підводного дослідника.
Капітан відповідає за технічне забезпечення занурення, контролює параметри роботи всіх систем і механізмів, а також здійснює операції відходу від судна-носія, занурення, виходу до місця роботи і повернення на судно.
Підводний дослідник виконує наукову програму: спостерігає, фотографує, займається кінозйомкою та записує свої спостереження на магнітофон.
Згідно з правилами підготовки, стажування і призначення на посади гідронавтів, кандидатами в гідронавти могли стати чоловіки віком до 35 років, які мали вищу технічну або середню спеціальну освіту, стаж роботи за спеціальністю щонайменше 2 роки та досвід плавання на морських суднах не менше 1 року. За станом здоров’я вони повинні були відповідати вимогам, що висувалися до водолазів. Кожен кандидат проходив медичну комісію.
Підготовка гідронавтів здійснювалась відповідно до програми, розробленої та затвердженої міністерством, і поділялась на чотири етапи:
1. Теоретичні заняття з предметів програми протягом усього курсу навчання;
2. Практичні заняття, зокрема відпрацювання операцій з управління підводним апаратом біля пірса та в морі;
3. Іспити та заліки з усіх предметів програми після завершення курсу навчання;
4. Стажування слухачів, які успішно склали іспити та заліки, на ППА або ПЛБ.

Багаторічний досвід показав, що для підготовки висококваліфікованого капітана (гідронавта 1-го класу) необхідно від 3 до 5 років.
На судні-носії ППА під час експедиції перебувають два капітани ППА (один із них — капітан-наставник), а також група обслуговування підводного апарата з трьох осіб: механік, електромеханік і радіонавігатор.
До складу наукової групи експедиції мають входити підводні дослідники, які пройшли навчання на Курсах підготовки гідронавтів і мають право на занурення в апараті.
На ППА «Риф» протягом 1985—2014 років капітанами  працювали гідронавти 1 класу: Г.Бєльников(капітан-наставник), А.Ігнатьєв, І.Аврашов, Віктор Петров, В.Дєрябін, Є.Ходак, О.Донець.
Найбільше часу як підводні спостерігачі на ППА "Риф" відпрацювали гідронавти — дослідники: А.Помозов, Д.Семенов, В.Малахов, А.Левін, В.Бураков, П.Ковригін.

## Твори чи публікації
- Документальний фільм "Гидронавты"/Реж. С.Хейфец,  ЦСДФ, 1990 р,— https://www.youtube.com/watch?v=zc0BqF7ADuY
- Документальний фільм "Подводные аппараты Базы "Гидронавт"/реж. С.Хейфец, к/ст. "Москва", 1991 р —. https://www.youtube.com/watch?v=RP5_ITtvUmY
- ТСН (22 серпня 2013). У Чорному морі тривають роботи по підняттю підводного човна "Щука-216" — https://www.youtube.com/watch?v=gpOc41pDhBs